# Inundaciones en Venezuela de 2018
Las inundaciones en Venezuela empezaron en agosto de 2018 debido a la crecida histórica tanto del río Orinoco como del río Caroní, afectando a los estados Bolívar, Amazonas y Apure. Más de 60.000 personas han resultado afectadas y al menos 2 han fallecido.

## Historia
Las precipitaciones habían producido la crecida más grande registrada en el país desde 1976, afectando a más de 60.000 personas. Los estados más afectados fueron el Estado Amazonas, Apure, Bolívar, Delta Amacuro y Anzoátegui, el sur del estado Monagas y el estado Guárico.